# Бјуена (Вашингтон)
Буна (енгл. Buena) насељено је место без административног статуса у америчкој савезној држави Вашингтон.

## Демографија
По попису из 2010. године број становника је 990.
| Група             | 2000.    | 2010.       |
| Белци             | 0 (0,0%) | 137 (13,8%) |
| Афроамериканци    | 0 (0,0%) | 9 (0,9%)    |
| Азијати           | 0 (0,0%) | 3 (0,3%)    |
| Хиспаноамериканци | 0 (0,0%) | 805 (81,3%) |
| Укупно            | 0        | 990         |